# Bilioso
A Bilioso egy rövid olaszországi folyó. Két hegyipatak összefolyásával jön létre Tricarico mellett: az egyik a Monte la Pila (932 m) a másik a Monte Cupolicchio (810 m) lejtőjén ered. Átszeli Matera megyét, majd Grassano mellett a Bradnóba torkollik.